# Wiesenrauten-Goldeule
Die Wiesenrauten-Goldeule (Lamprotes c-aureum) ist ein Schmetterling (Nachtfalter) aus der Familie der Eulenfalter (Noctuidae).

## Merkmale
Die Wiesenrauten-Goldeule ist ein mittelgroßer Falter mit einer Flügelspannweite von 36 bis 40 Millimeter. Die Vorderflügel sind dunkelbraun, teilweise violett getönt. Ring- und Nierenmakel sind undeutlich. Die Querlinien sind jeweils doppelt. Am Innenrand der äußeren Querlinie befindet sich ein goldenes Feld. Der überwiegende Bereich zwischen der doppelten Querlinie und dem Außensaum vom Vorderrand ist glänzend golden. Die Spitze der Zapfenmakel sowie Teile des Wurzelfeldes sind teilweise ebenfalls golden. Die Hinterflügel sind braungrau. Der Körper der Falter ist insbesondere im vorderen Bereich pelzig behaart, am Kopf befindet sich ein Haarbüschel. Die Eier sind gelblich weiß. Die Raupen erreichen eine Länge von bis zu 35 Millimetern und sind unverwechselbar. Sie besitzen nur zwei Bauchfußpaare, sind grün mit breit weiß eingefassten Schrägflecken, sowie mit kegelförmigen Rückenwarzen vom 4. bis zum 11. Segment. Die Puppe ist hellgrün mit blauschwarzem Rücken und etwas verlängerter Rüsselscheide. Der Kremaster ist gestielt und weist zwei längere und einige kürzere hakenförmige Borsten auf.

## Geographische Verbreitung und Vorkommen
Das Verbreitungsgebiet der Art erstreckt sich von Südostfrankreich über Mitteleuropa, Norditalien, die nördliche Balkanhalbinsel über Zentralrussland, das Kaukasusgebiet, das südliche Uralgebirge, das südliche Sibirien, Mongolei bis nach Nordchina. Im Norden reicht das Verbreitungsgebiet bis nach Südschweden und Südfinnland. Sie fehlt aber auf den Britischen Inseln. An der Pazifikküste wird sie durch die sehr ähnliche Schwesterart Lamprotes mikadina vertreten. Die Wiesenrauten-Goldeule kommt bevorzugt in Auenwäldern, Flussauen, Ufergebieten und Parklandschaften vereinzelt bis selten vor. In lokalen Biotopen kann er auch häufiger auftreten. Im nördlichen Teil des Verbreitungsgebiets ist die Art im Flachland bis Hügelland zu finden. In den Alpen steigt die Art bis auf ca. 1200 Meter und ist dort auf Gebirgswiesen mit hohem Grasbewuchs anzutreffen. Vor allem in Südeuropa bevorzugt die Art die bergigen Regionen.

## Phänologie und Lebensweise
Die Wiesenrauten-Goldeule kommt im Jahr in einer Generation vor und zwar von Ende Juni bis Ende August. In wärmeren Regionen wird z. T. eine unvollständige zweite Generation gebildet. Hier fliegen die Falter von Ende Mai bis September. Die Falter ruhen tagsüber und werden erst zur Dämmerung aktiv. Sie besuchen Blüten und saugen Nektar. Beobachtet wurden die Falter an Lavandula spica (syn. von Breitblättriger Lavendel (Lavandula latifolia)), Gewöhnlichem Natternkopf (Echium vulgare) und Gewöhnlichem Seifenkraut (Saponaria officinalis). Sie werden von künstlichen Lichtquellen angezogen. Die Eier werden in kleiner Zahl (ca. 7 bis 10) an der Blattunterseite der Raupennahrungspflanzen abgelegt. Die Raupen ernähren sich von den Blättern verschiedener Wiesenrauten- und Akeleien-Arten, wie z. B.:
- Akeleiblättrige Wiesenraute (Thalictrum aquilegifolium)
- Gelbe Wiesenraute (Thalictrum flavum)
- Akelei (Aquilegia vulgaris)

Die Raupen ruhen in gekrümmter Haltung an den Blattunterseiten und sind durch Form, Farbe und Zeichnung dort sehr gut getarnt und ähneln dabei Vogelkot (Kotmimese).
Die jungen Raupen überwintern und sind von August bis zum Juni des folgenden Jahres anzutreffen.
Die Verpuppung erfolgt in einem seidenartigen Gespinst zwischen den Blättern der Raupennahrungspflanze oder seltener auch am Boden.

## Gefährdung
Die Art steht in Deutschland auf der roten Liste gefährdeter Arten. Sie wird als stark gefährdet eingestuft.

## Synonyme
- Chrysoptera c-aureum [2]
- Plusia c-aureum [2]